# Губерти, Стефано
Стефано Губерти (итал. Stefano Guberti; 6 ноября 1984, Кальяри, Италия) — итальянский футболист, полузащитник.

## Карьера
Губерти начал свою карьеру в любительском клубе «Ассеминезе». В январе 2003 года он был куплен клубом «Торрес». Сезон 2003—2004 Губерти провёл за «молодёжку» «Торреса», после чего был отдан в аренду в клуб «Альгеро», выступающий в серии D. Возвратившись в «Торрес», Губерти уже стал игроком основы клуба, проведя 29 матчей и забив 3 гола.
В 2006 году Губерти был куплен клубом «Асколи». Первоначально Стефано не доверяли, Губерти поссорился с главным тренером клуба Аттилио Тессером, но после того как Тессер был уволен, а на его место назначен Недо Сонетти, футболисту стали доверять, и он смог стать игроком стартового состава, и даже смог забить гол 18 апреля 2007 года в ворота «Милана», правда тот матч «Асколи» проиграл 2:5. «Асколи» в том сезоне вылетел в серию В. Во втором итальянском дивизионе Губерти окончательно превратился в классного футболиста — он провёл 39 матчей в которых забил 7 голов, отдав множество голевых передач.
2 февраля 2009 года Губерти подписал контракт с клубом «Бари» до 30 июня того же года. 22 июня он подписал контракт с «Ромой» на 4 года, с годовой зарплатой 700 тыс. евро в первый сезон, 800 тыс. во второй и третий и 900 тыс. в четвёртый сезон.
6 августа 2010 года «Сампдория» приобрела игрока в совместную собственность с «Ромой» за €1,5 млн. 9 января 2011 года забил победный гол в ворота «Ромы».
15 июля 2011 года перешёл в «Торино» на правах аренды.